# ジョヴァンバティスタ・ヴェンディッティ
ジョヴァンバティスタ・ヴェンディッティ（Giovanbattista Venditti、1990年3月27日 - ）は、イタリアの元ラグビーユニオン選手。

## プロフィール
- イタリア・アヴェッツァーノ出身[1]。
- 現役時代のポジションはウィング(WTB)、センター(CTB)。
- 身長 187cm、体重 111kg
- U20イタリア代表に選ばれたことがある。
- イタリア代表通算キャップ数は44でワールドカップ2015のイタリア代表に選ばれた[2]。

## 略歴
ゼブレ、ニューカッスル、ゼブレを経て、2020年、アヴェッツァーノに加入。
2022年、現役を引退した。